# Мурясов, Рахим Закиевич
Мурясов Рахим Закиевич (род. 14 января 1940 года, Башкирская АССР) — российский учёный-лингвист, специалист по германскому и сопоставительному языкознанию (грамматика, семантика, словообразование); доктор филологических наук (1991), профессор (1992), Отличник высшей школы СССР (1981), Заслуженный работник высшей школы РФ (2000), Заслуженный деятель науки РБ (1993). Кавалер медали ордена «За заслуги перед Отечеством II степени» (2006). Декан факультета романо-германской филологии Башкирского государственного университета (1992—2015).

## Ранние годы
Рахим Закиевич Мурясов родился 14 января 1940 г. в д. Амирово Стерлибашевского района БАССР. Семья была многодетная — помимо него и родителей было 7 детей. Детство Рахима Закиевича пришлось на послевоенное время.
Родители были колхозниками. Отец в молодости закончил медресе, свободно читал на арабском языке, цитировал по памяти многие суры Корана. Участвовал в войне, остался инвалидом, работал в колхозе.
С 1948 по 1955 гг. Рахим учился в семилетней школе, отличался хорошей успеваемостью. Уже в подростковом возрасте он проявил склонность к языкам: работал «толмачем» для русских электриков, приехавших в деревню в ходе кампании по электрификации, помогал им общаться с татарским населением. Также интересовался немецким языком, в старших классах заменял отсутствующего преподавателя.

## Учёба и академическая карьера
В 1958 году поступил на специальность «Немецкий язык» инфака БашГУ, который закончил на «отлично». По окончании учёбы в 1963 году преподавал латинский, английский и немецкий языки в БашГУ и других вузах столицы.
В 1964 году был призван в Советскую Армию, где преподавал курсантам иностранные языки. По возвращении получил место на кафедре немецкого языка в родном факультете.
В 1966 году поступил в очную аспирантуру при кафедре грамматики и истории немецкого языка МГПИИЯ им. М. Тореза. Руководителем была назначена профессор Шендельс Евгения Иосифовна. В 1969 году досрочно защитил кандидатскую диссертацию «Категория одушевлённости в современном немецком языке» (руководитель — профессор Шендельс Е. И). В 1990 году защитил докторскую диссертацию «Грамматика производного слова» в Институте лингвистических исследований РАН (Санкт-Петербург).
В 1970-75, 1978-83 и 1990-98 гг. — заведующий кафедрой немецкой филологии факультета романо-германской филологии БашГУ.
С 1992 по 2015 г. профессор Р. З. Мурясов занимал должность декана факультета. При Мурясове в Башгосуниверситете в 1998 году был открыт диссертационный совет по германистике и сравнительно-историческому, типологическому и сопоставительному языкознанию (позднее — докторский совет по двум специальностям: теория языка и германские языки).

## Научное творчество
Круг научных интересов профессора Р. З. Мурясова необычайно широк.
В своих трудах профессор Р. З. Мурясов разрабатывает грамматический подход к словообразованию как в плане анализа и классификация строевых элементов производного слова, так и с точки зрения функционального взаимодействия деривационных категориальных значений со значениями сферы грамматической категориальности, то есть даёт анализ тех свойств плана содержания производного слова, которые могут быть отнесены к периферийной зоне грамматического строя. Изучал проблему взаимопроникновения частей речи, роль категориальной семантики одной части речи в конституирование деревационно-семантических категорий и лексико-грамматических разрядов другой части речи. Изучение плана содержания производных слов привело к выявлению в их семантической структуре одноимённых с грамматическими категориями семантических признаков: агенс/пациенс, перфективность/имперфективность, аспектуальность (итеративность, мультипликативность, семельфактивность) и других, названных автором изограмматическими признаками. Автор вскрывает глубинные связи между деривационно-семантическими и грамматическими категориями частей речи и показывает роль словообразовательных средств в конституировании периферийной зоны функционально-семантических полей (ФСП), предлагает типологию последних с учётом характера частей речи, грамматические признаки которых находят свое компрессированное, следовательно, более экономное альтернативное выражение в словообразовательных структурах; выявляет закономерности свертывания развёрнутой предикатно-актантной синтаксической структуры в универбы, характеризующиеся своим собственным «внутренним» и «внешним» синтаксисом.
Анализ плана выражения деривационных структур дал возможность описать их морфологические и морфонологические особенности, уточнить понятие деривационной морфемы (вариантов и инвариантов), детально изучить морфонологические модификации, вызванные словообразовательным актом и особенно роль в словообразовании явлений внутренней флексии (аблаута, умлаута, преломления). Исследование глубинного взаимодействия семантических признаков разной степени обобщённости на уровне частей речи выявило закономерность взаимодействия частей речи на словообразовательном уровне, заключающуюся в том, что чем полярнее части речи, тем большим взаимопроникновением в деривационном плане они характеризуются. Если в словопроизводстве имен существительных ведущую роль играют глагольные основы, то в глагольном словопроизводстве основная роль принадлежит субстантивным основам.
Существенным вкладом в развитие лексикографии является первое в истории германистики лексикографическое описание словообразовательных морфем, осуществленное в виде Словаря словообразовательных элементов немецкого языка (2000), созданного в соавторстве с учёными Московского государственного лингвистического университета.
Важным вкладом в науку также следует считать работы профессора, посвященные контрастивной лингвистике (сопоставительной морфологии английского, немецкого, французского, русского, башкирского и татарского языков).
Р. З. Мурясов уделяет внимание популяризации достижений ученых в области романо-германского языкознания. Он входит в состав редколлегии журнала «Человек в зеркале языка» (Институт языкознания РАН), является ответственным редактором «Романо-германской энциклопедии» (М., 2000), автором первого в Республике Башкортостан социолингвистического очерка и полной библиографии трудов ученых «Романо-германское языкознание в Башкирском государственном университете» (2009).
Параметры научной деятельности профессора Р. З. Мурясова на октябрь 2020 года:
- Год защиты докторской диссертации — 1990
- Число подготовленных докторов наук — 10
- Число подготовленных кандидатов наук — 35
- Число цитирований в РИНЦ — 1265
- Число цитирований в центральной печати — 42
- Индекс Хирша в РИНЦ — 22
- Число публикаций в центральной печати — 22
- Число публикаций в Scopus и Web of Science — 6
- Среднее число цитирований в расчёте на одну публикацию — 9,02

## Научные труды
Результаты научных изысканий Р. З. Мурясова нашли отражение в 8 монографиях, более 250 научно-теоретических статьях, из которых 20 опубликованы в ведущем российском лингвистическом журнале «Вопросы языкознания» РАН, журнале «Иностранные языки в школе», зарубежных изданиях «Deutsch als Fremdsprache» (Лейпциг, Германия), «Deutsche Sprache» (Берлин-Мюнхен-Мангейм, Германия) и др. Приводим список наиболее важных трудов профессора, опубликованных в виде монографий и статей в центральной печати страны, а также в изданиях Scopus и Web of Science.
Монографии:
1. Словарь словообразовательных элементов немецкого языка. — М.: Русский язык, 1979; второе издание: 2000 (соавторы А. Н. Зуев, И. Д. Молчанова, А. И. Руфьева, М. Д. Степанова).
2. Словообразование и функционально-семантические категории. Совместное издание ИЛИ РАН и БашГУ. — Уфа, 1993.
3. Морфология производного слова. — Уфа: РИЦ БашГУ, 2002.
4. Сопоставительная морфология немецкого и башкирского языков. Глагол. — Уфа: РИЦ БашГУ, 2002.
5. Типология глагола в разноструктурных языках. Парадигматика и функционально-семантические категории глагола. — Уфа: РИЦ БашГУ, 2011.
6. Имена собственные в системе языка. — Уфа: РИЦ БашГУ, 2015.
7. Морфология существительных в разноструктурных языках. — Уфа: РИЦ БашГУ, 2016.
8. Периферийная зона системы частей речи (контрастивно-типологическое исследование). — Уфа, РИЦ БашГУ, 2019 (соавтор: Савельева Л. А.).

Статьи:
1. Структура словообразовательных полей лица и инструмента в современном немецком языке // Вопросы языкознания. — 1972. — № 4
2. Некоторые вопросы словообразовательной структуры слова // Вопросы языкознания. — 1974. — № 4
3. О словообразовательном значении и семантическом моделировании частей речи // Вопросы языкознания. — 1976. — № 5.
4. О направлении производности и тождестве словообразовательных морфем // Вопросы языкознания. — 1977. — № 6.
5. Словопроизводство и грамматические категории // Вопросы языкознания. — 1979.- № 3.
6. К теории парадигматики в лингвистике // Вопросы языкознания. — 1980. — № 6.
7. Антропонимы в словообразовательной системе языка // Вопросы языкознания. — 1982. — № 3.
8. Топонимы в словообразовательной системе языка // Вопросы языкознания. — 1986. — № 4.
9. Грамматика производного слова // Вопросы языкознания. — 1987. — № 5.
10. Словообразование и теория номинализации в немецком языке // Вопросы языкознания. — 1989. — № 2.
11. Аспектология и номинализация // Вопросы языкознания. — 1990. — № 4.
12. Лексико-грамматические разряды в грамматике и словообразовании // Вопросы языкознания. 1999, № 4.
13. Неличные формы глагола в контрастивно-типологическом видении // Вопросы языкознания. — М., 2000, № 4.
14. Некоторые вопросы аспектологии в типологическом плане // Вопросы языкознания. — М., 2001, № 5.
15. Опыт анализа оценочного высказывания // Вопросы языкознания. — М., 2004, № 5 (соавторы: А. С. Самигуллина и А. Л. Фёдорова).
16. Объём слабого склонения существительных в современном немецком языке // Иностранные языки в школе. — 1969. — № 1.
17. Словообразовательно-грамматическая характеристика иноязычных производных существительных в современном немецком языке // Иностранные языки в школе. — 1974. — № 6.
18. The Category of Evaluation in Barack Obama’s Discourse: An Emperical Account // Journal of History Culture and Art Research. Vol. 7. # 1. 2018 (соавторы: проф. Газизов Р. А., проф. Самигуллина А. С.).
19. Sensory Metaphor in V. V. Nabokov’s «Ada, or Ardor» / Revista Publicando, 5 # 15. (1). 2018 (соавторы: проф. Газизов Р. А., проф. Самигуллина А.С).
20. Metaphor through the lens of linguosynergetics (Exemplified by the concept «DEATH» in Terry Pratchett’s discourse) // XLinqae, Volume 11, Issue 3, June 2018 (соавторы: проф. Самигуллина А. С., доц. Бакиев А. Г.).
21. On the periphery of the parts of speech system // XLinguae. European Scientific Language Journal. October 2019. Volume 12. Issue 4.
22. Ethno-Linguistic Distribution of Anthroponyms in the Name System of Multinational Region // Space and Culture, India. June 2019. Volume 7, Number 1 (соавторы: Новикова О. Н., Беляев А. Н. и др.).
23. Uncovering functional and potential of particles in Russian, German and English in fiction // XLinguae European Scientific Language Journal. April 2020. Vol. 13. Issue 2 (соавторы: Газизов Р. А., Савельева Л. А., Желтухина М. Р., Вашетина О. В.).
24. The valency structure of English and Tatar verbs of motion in the comparative aspect // International Transaction of Engeneering Management, and Applied Sciences and Technologies. Malaysia. Thailand. 2019 (соавторы: Сакаева Л. Р. и др.).

## Награды и премии
Вклад профессора Р. З. Мурясова в науку получил высокую оценку правительства и признание научной лингвистической общественности: его научной деятельности посвящены статьи в мировых энциклопедиях «Ведущие языковеды мира» (М., 2000) и «Выдающиеся люди XX века» (Кембридж, 2000), его имя украшает башкирскую и татарскую национальные энциклопедии. В 1981 году учёный был награждён знаком «Отличник высшей школы СССР». В 1992 году профессору присвоено почётное звание «Заслуженный деятель науки Республики Башкортостан». В 2000 году присвоено звание «Заслуженный работник высшей школы РФ». В 2003 году языковед избран член-корреспондентом РАЕН. В 2006 году профессор Р. З. Мурясов стал кавалером медали ордена «За заслуги перед Отечеством II степени». В 2014 году получил Почётную грамоту Республики Башкортостан. Имеет титул «Заслуженный профессор БашГУ» (2009).